# Stephen Crane
Stephen Crane (Newark, 1 de noviembre de 1871-Badenweiler, 5 de junio de 1900) fue un escritor y periodista estadounidense, influyente en la literatura del siglo XX.

## Trayectoria
Crane fue el decimocuarto y último hijo de un matrimonio perteneciente a la Iglesia Metodista. En 1890 se trasladó a Nueva York para trabajar por su cuenta como reportero de los barrios bajos, trabajo que junto a su pobreza le proporcionaría material para su primera novela.
Maggie: una chica de la calle (1893) fue su novela inicial, que publicó con seudónimo y tuvo que costear él mismo; mereció los elogios de varios escritores, pero no tuvo éxito comercial (hoy es un clásico).
A ella la siguió El rojo emblema del valor (1896), un relato fuertemente lírico y realista sobre la guerra civil estadounidense, que sigue siendo reconocida internacionalmente como un estudio psicológico, certero y profundo de un soldado joven. En la novela describe cierto episodio de la guerra civil desde dentro. Esta obra, de constantes reediciones, fue llevada al cine por John Huston.
A pesar de que no había vivido experiencias militares, la descripción de las duras pruebas de combate que revelaba en su obra (basada en documentación e imaginación), indujo a varios periodistas estadounidenses y extranjeros a contratarle como corresponsal en la Guerra de los Treinta Días (guerra greco-turca de 1897) y en la Guerra hispano-estadounidense (1898). 
En 1896 el barco en el que acompañaba a una expedición de Estados Unidos a Cuba, naufragó y estuvo cuatro días a la deriva, lo que a la larga le ocasionó una tuberculosis. Plasmó estas experiencias en el libro de cuentos The Open Boat and Other Tales (1898). En 1897 se estableció en Inglaterra, donde hizo amistad con los escritores Henry James y Joseph Conrad, quien alabó su gran novela.
Poco antes de su muerte apareció el que es probablemente su libro más popular, Whilomville Stories (1900). El naturalismo de Crane no es tan desesperado como el de Émile Zola y se halla además transido de un fuerte lirismo. 
Escribió un total de doce libros hasta morir de tuberculosis, a los 28 años, en Badenweiler (Alemania). Una sátira del temperamento romántico que dejó inacabada, The O'Ruddy, fue concluida por Robert Barr y se dio a conocer en 1903.

## Traducciones recientes
- El monstruo, Alba, 1997 ISBN 978-84-88730-29-9, relatos: "Un experimento sobre la miseria",  "Un experimento sobre el lujo", "El bote salvavidas", "La novia llega a Yellow Sky", "El hotel azul", "El monstruo", La navaja", "Un episodio de guerra".
- Heridas bajo la lluvia: un relato de la guerra de Cuba, Rey Lear, 2006 ISBN 978-84-935245-0-0
- Los jinetes negros, Hiperión, 2005 ISBN 978-84-7517-831-8
- El hotel azul, Navona Editorial, 2009 ISBN 978-84-92840-00-7, relato
- Historias de Nueva York, El Olivo Azul, 2010 ISBN 978-84-92698-03-5, cuentos
- Maggie: una chica de la calle, Navona, 2010 ISBN 978-84-92840-08-3
- La madre de George, Ediciones Traspiés, 2016 ISBN 978-84-944503-2-7
- El bote abierto, Veintisiete Letras, 2011 ISBN 978-84-92720-13-2, cuentos
- La Roja insignia del valor, Nuevas Ed. Bolsillo, 2012; y Rey Lear, 2011 ISBN 978-84-92403-66-0